# Танкетка
Танкетката е лека бойна машина на гъсеничен (верижен) ход за 1-2 бойци.
Използвана е през 1920 – 1930-те години. Има маса до 4 тона. Предназначена е за подразделения на моторизираната пехота, за повишаване на тактическата подвижност на пехотата (като ѝ осигурява непрекъсната огнева поддръжка) с възможност бързо да сменя своята огнева позиция, както и за снабдяване с боеприпаси по време на боя.
Големият недостатък на танкетката е нейната недостатъчна огнева мощ, тъй като е въоръжена обикновено с тежка картечница, по-рядко с леко оръдие. Въпреки това е използвана успешно за разузнаване, бойно охраняване и свръзка.
В съветската и руската литература това е отделен вид бойна машина, като за някои танкетката е малък (лек) разузнавателен танк без купола, докато в западната литература често се включват и леките танкове с куполи, значително количество от които е имало в японската армия по време на Втората световна война.
За прототип на повечето танкетки в Европа се счита британската Carden-Loyd, която все пак не постига голям успех.
До началото на нахлуването в Полша (1939) полската армия успява да мобилизизира 650 танкетки. Пленен още в първите дни германски офицер-танкист оценява високо скоростта и маневреността на полската танкетка, като заявява: „... много е сложно да улучиш с оръдие такава малка хлебарка“.